# Sainte-Marie-Kerque
 Sainte-Marie-Kerque  es una población y comuna francesa, situada en la región de Norte-Paso de Calais, departamento de Paso de Calais, en el distrito de Saint-Omer y cantón de Audruicq.

## Demografía
| 1275 | 1228 | 1224 | 1323 | 1322 | 1412 |
| Para los censos de 1962 a 1999 la población legal corresponde a la población sin duplicidades (Fuente: INSEE [Consultar]) |      |      |      |      |      |